# Cyclophora flava
Cyclophora flava är en fjärilsart som beskrevs av Bretschneider 1951. Cyclophora flava ingår i släktet Cyclophora och familjen mätare. Inga underarter finns listade i Catalogue of Life.